# Borys Martos
Borys Martos (ukr. Борис Миколайович Мартос) (ur. 20 maja 1879 w Hradysku  – zm. 18 października 1977 w Union (New Jersey)) — ukraiński działacz społeczny i polityczny, pedagog, premier Ukraińskiej Republiki Ludowej.
Urodził się w rodzinie ziemiańskiej herbu Ossoria. Pracował na Wołyniu, Kubaniu i Połtawszczyźnie. W 1917 członek Ukraińskiej Centralnej Rady. W 1918 przewodniczący Wszechukraińskiego Komitetu Spółdzielczego.
W 1919 minister finansów i premier w rządzie Ukraińskiej Republiki Ludowej. Od 1920 na emigracji.
Był autorem wielu prac z teorii spółdzielczości, którą wykładał na Ukraińskiej Akademii Gospodarczej w Poděbradach.

## Bibliografia

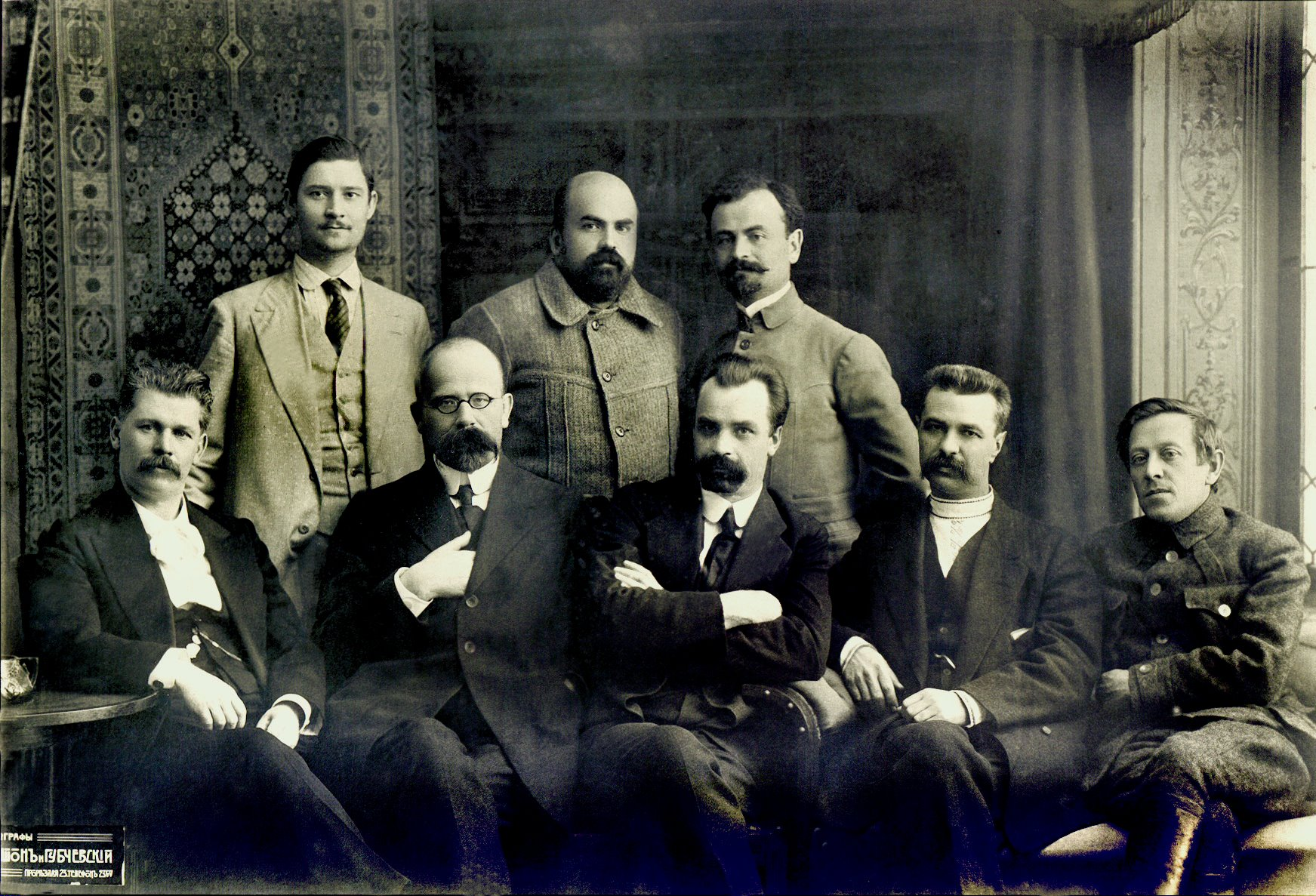
Sekretariat Ukraińskiej Centralnej Rady 1917. Stoją od lewej: Pawło Chrystiuk, Mykoła Stasiuk, Borys Martos. Siedzą: Iwan Steszenko, Chrystofor Baranowskyj, Wołodymyr Wynnyczenko, Serhij Jefremow, Symon Petlura